# Heliconius daira
Heliconius daira är en fjärilsart som beskrevs av Heinrich Neustetter 1932. Heliconius daira ingår i släktet Heliconius och familjen praktfjärilar. Inga underarter finns listade i Catalogue of Life.